# Tillandsia 'Enano'
Tillandsia 'Enano es un cultivar híbrido del género Tillandsia perteneciente a la familia Bromeliaceae.
Es un híbrido creado con las especies Tillandsia tectorum × desconocido.